# 烏克河
烏克河（俄语：Ук）是俄羅斯的河流，由秋明州負責管轄，屬於托博爾河的右支流，河道全長55公里，流域面積997平方公里，河水主要來自雨水和融雪，每年十一月至翌年四月結冰。